# ویکی‌پدیای کردی
ویکی‌پدیای کردی به دو نسخه ویکی‌پدیا اشاره دارد که به دو شکل استاندارد زبان کردی (کرمانجی و سورانی) نوشته شده‌اند.